# 脉脉
脉脉是中華人民共和國一款實名職場社交網站和流動應用程式，與領英類似。2012年脉脉由搜狐前員工林凡創辦，App于2013年10月上线。截至2018年8月，脉脉用戶數量超过5000万。

## 外部連結
- 官方网站